# Namgyal kolostor
A Namgyal kolostor (tibeti: རྣམ་གྱལ།, wylie: rnam rgyal) a dalai láma személyével összeköthető tibeti buddhista kolostor, a 3. dalai láma, Szönam Gyaco óta. A Namgyal kolostor a 14. dalai láma, Tendzin Gyaco személyes lakhelye Dharamszalában.
Az egyházi intézmény legfontosabb szerepe, hogy helyszínt adjon a dalai lámával kapcsolatos szertartásoknak. A legfőbb tantrikus gyakorlatok közé tartozik a kálacsakra, a jamantaka, a csakraszamvara, a gújaszamádzsa és a vadzsrakílaja.

## Kezdetek
A 3. dalai láma alapította a kolostort 1564-ben vagy 1565-ben Phende Lekse Ling néven (a korábbi Phende Gon kolostor helyén). Hét évvel később átnevezték a kolostort egy hosszú életű istennő, Namgyelma nevére.
A Potala palota elkészülte után (amelyet az 5. dalai láma kezdett) a Namgyal hagyományosan átkerült az épület felső szintjének vörös részlegébe, Lhászába.

## 1959 óta
Az 1959-es tibeti felkelés után a Namgyal kolostort áthelyezték az indiai Dharamszala városába, ahol azóta is aktívan működik. A hivatalos weboldal szerint a dharamszalai Namgyalban közel 200 szerzetes él (1959-ben még 55 szerzetessel indult újra az indiai kolostor), akik képviselnek minden fő tibeti egyházi vonalat.
1992-ben a jelenlegi dalai láma (Tendzin Gyaco) tanácsára a Namgyal létrehozott Amerikában is egy intézményt, a New York állambeli Ithaca városban, amely a Namgyal kolostor buddhista tanulmányok intézete nevet viseli.
1998-ban a Namgyal alintézményévé vált egy kolostor Bodh-Gaja városban, amelynek a neve az volt, hogy Gendhen Phelgyeling. Mostani neve Namgyal (Bodh-Gaja) és 45 szerzetes lakja.
A dharamszalai Namgyal igazgat még egy templomot Kusínagar (1967 óta) városban, és egy idősek otthonát Simlá (1992 óta) városban.
Egyelőre nem lehet tudni biztosan, hogy a Tibetben található Namgyal kolostort működteti-e Kína.